# كفر حكيم
قرية كفر حكيم هي إحدى القرى التابعة لمركز كرداسة في محافظة الجيزة في جمهورية مصر العربية. حسب إحصاءات سنة 2006، بلغ إجمالي السكان في كفر حكيم 23470 نسمة، منهم 12011 رجل و11459 امرأة.

## تاريخ القرية
كفر حكيم من القرى القديمة، وكانت تتبع مركز إمبابة واسمها الأصلى «ظهر شماس»، وقد ورد ذكرها في تحفة الإرشاد وفي قوانين الدواوين أنها من أعمال الجيزة. وفي ربيع سنة 933هـ، غير اسمها إلى الاسم الحالى «كفر حكيم» وورد في دليل سنة 1224هـ، وفي تاريخ سنة 1228هـ برسمها الحالى كفر حكيم من أعمال الجيزة.

## طالع أيضًا
- محافظة الجيزة
- قائمة قرى محافظة الجيزة